# 史超
史超（1921年7月—），男，福建福州人，祖籍江苏徐州。中国作家、编剧，代表作有电影剧本《大决战》。2014年获中国电影金鸡奖终身成就奖。